# Zola Budd
Pour les articles homonymes, voir Budd et Pieterse.
Zola Budd, Zola Pieterse, née le 26 mai 1966 à Bloemfontein, est une athlète sud-africaine qui était spécialiste des courses de fond.

## Biographie
Zola Budd a eu une carrière très controversée. Elle apparaît sur la scène internationale en 1984 lorsqu'elle bat le record du monde du 5 000 mètres. Mais en raison du boycott de l'Afrique du Sud qui pratique la politique de l'apartheid, ce record n'est pas reconnu par les instances de l'athlétisme.
Sa renommée est accentuée par le fait qu'elle court toujours pieds nus.
En 1984, elle participe aux Jeux olympiques 1984 de Los Angeles sous les couleurs du Royaume-Uni grâce à une grand-mère britannique. Lors du 3 000 mètres, elle est gênée deux fois par la grande favorite, l'Américaine Mary Decker. Lors du deuxième tassement, Mary Decker chute alors que Zola Budd continue sous les huées du public qui la rend responsable de l'incident. Un jury de l'IAAF la disculpera après la course mais le mal est fait : Zola Budd perd son moral et ne terminera la course qu'à la septième place. La polémique sera grande entre les presses britannique et américaine qui défendirent leurs athlètes respectives.
L'année suivante, elle remporte le titre de championne du monde de cross, puis établit un nouveau record du monde du 5 000 mètres.
Elle remporte un nouveau titre mondial de cross en 1986 avant d'être à nouveau bannie des Jeux du Commonwealth en raison de la controverse sur son nom.
Désabusée, elle retournera dans son pays.
Elle participe à nouveau aux Jeux olympiques en 1992, sans succès toutefois.

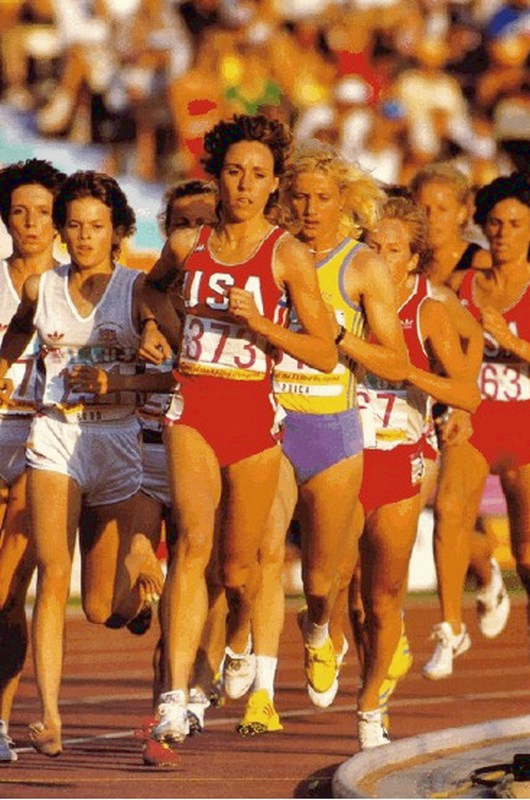
De g. à dr. :Zola Budd, Mary Decker, Maricica Puică, 3000 m, Jeux olympiques d'été de 1984.

## Palmarès
- Records
  - Record du monde du 5 000 mètres en 15 min 1 s 83 en 1984
  - Record du monde du 5 000 mètres en 14 min 48 s 07 en 1985, aussi record d'Europe junior
- Cross
  - Championne du monde en 1985 et 1986